# MSC Fantasia (schip, 2008)
MS MSC Fantasia is een cruiseschip van MSC Crociere. Het schip is in dienst sinds december 2008 en was met zusterschip MSC Splendida het grootste schip van de maatschappij totdat het nog grotere MSC Meraviglia in de vaart kwam. Ze werd op 18 december 2008 in Napels door Sophia Loren gedoopt. Op dezelfde dag begon het schip aan haar eerste reis. Sindsdien is de MSC Fantasia het vlaggenschip van MSC Crociere.
Voor minder beweging heeft de MSC Fantasia stabilisatoren.

## Incident
Op 5 maart 2009 deed een harde wind de voorste meerlijnen knappen terwijl het schip was afgemeerd in Spanje. De boeg dreef weg van de kade, waardoor een passagiersbrug in het water viel. Een passagier en drie bemanningsleden kwamen in het water terecht en moesten worden gered. De passagier werd met verwondingen aan het hoofd naar het ziekenhuis vervoerd, de andere drie werden behandeld wegens onderkoeling.